# Tour of Zhoushan Island
Il Tour of Zhoushan Island (it. Giro dell'isola Zhoushan) è una corsa a tappe femminile di ciclismo su strada che si disputa ogni anno sull'isola di Zhoushan, in Cina. Svoltosi per la prima volta nel 2012, dallo stesso anno fa parte del Calendario internazionale femminile UCI come prova di classe 2.2.
Nel 2019 è stato preceduto da una prova in linea, il Tour of Zhoushan Island I (classe 1.2), tenutasi il giorno prima della corsa a tappe. Nelle stagioni 2020 e 2021 non si è invece svolto.

## Albo d'oro

### Tour of Zhoushan Island I
Aggiornato all'edizione 2019.
| Anno | Vincitrice      | Seconda         | Terza         |
| ---- | --------------- | --------------- | ------------- |
| 2019 | Thị Thật Nguyễn | Arianna Fidanza | Lisa Morzenti |

### Tour of Zhoushan Island II
Aggiornato all'edizione 2019.
| Anno      | Vincitrice                            | Seconda                               | Terza                                 |
| --------- | ------------------------------------- | ------------------------------------- | ------------------------------------- |
| 2012 (I)  | Emilie Møberg                         | Jutatip Maneephan                     | Meng Zhao Juan                        |
| 2012 (II) | Liu Xiaohui                           | Na Ah-reum                            | Liu Xin                               |
| 2013      | Giorgia Bronzini                      | Elisa Longo Borghini                  | Cecilie Gotaas Johnsen                |
| 2014      | Charlotte Becker                      | Marta Tagliaferro                     | Ajžan Žaparova                        |
| 2015      | Lauren Kitchen                        | Elena Kučinskaja                      | Charlotte Becker                      |
| 2016      | Elena Kučinskaja                      | Ol'ga Zabelinskaja                    | Nicole Brändli                        |
| 2017      | Charlotte Becker                      | Anastasija Jakovenko                  | Emilie Møberg                         |
| 2018      | Sheyla Gutiérrez                      | Charlotte Becker                      | Elizaveta Ošurkova                    |
| 2019      | Thi Thu Mai Nguyễn                    | Annamarie Lipp                        | Sun Jiajun                            |
| 2020-21   | annullato per la pandemia di COVID-19 | annullato per la pandemia di COVID-19 | annullato per la pandemia di COVID-19 |